# Irina Krush
Irina Krush (Oekraïens: Ірина Круш) (Odessa, 24 december 1983) is een Amerikaanse schaakster. In 2013 werd haar door de FIDE de Grootmeestertitel (GM) toegekend. In 1998, 2007, 2010, 2012, 2013, 2014, 2015 en 2020 was ze kampioene van de Verenigde Staten bij de dames. 
- In 2004 nam ze met het vrouwenteam van de VS deel aan de 36e Schaakolympiade in Calvià; het team eindigde op de tweede plaats.
- Van 23 november t/m 6 december 2004 werd in San Diego het kampioenschap van de VS gespeeld. Roesoedan Goletiani werd eerste bij de dames. Krush werd derde en Tatev Abrahamyan eindigde op de tweede plaats.
- In juli 2005 werd in Edmonton het Canada open 2005 gespeeld dat na de tie-break gewonnen werd door Vasyl Ivantsjoek met 8 punten uit tien ronden. Aleksej Sjirov eindigde eveneens met 8 punten op de tweede plaats terwijl de 16-jarige Mark Bluvshtein met 8 punten derde werd. Krush eindigde met 6,5 punt op de 28e plaats. Er waren 222 deelnemers.
- In augustus 2005 werd in Montreal het Empresa toernooi gespeeld dat met 8 uit 11 door Victor Mikhalevski gewonnen werd. Krush eindigde met 5 punten op de negende plaats.
- In 2008 werd ze als toenmalig VS-schaakkampioene bij de vrouwen, verslagen door Anna Zatonski in de tie-break, een snelschaakpartij waarbij beide speelsters op het laatst met nog maar enkele seconden te gaan de stukken op onduidelijke wijze plaatsten. Geen van beide speelsters riep de hulp van de scheidsrechter in, en toen Krush' tijd op was veegde ze haar koning van het bord.
- Irina Krush maakte deel uit van het Amerikaans vrouwenteam bij de 44e Schaakolympiade in 2022;[1] het team eindigde als vierde.[2]

## Partij
In 2001 speelde Krush in Hampstead de volgende partij tegen Humpy Koneru:
1.Pf3 g6 2.g3 Lg7 3.c4 e5 4.Pc3 f5 5.d3 d6 6.Lg2 Pf6 7.0-0 0-0 8.Tb1 h6 9.b4 g5 10.Lb2 De8 11.Pd5 Pxd5 12.cxd a5 13.b5 Pd7 14.Dc2 Pc5 15.Dc4 b6 16.Pd2 Dh5 17.Tfe1 f4 18.Pe4 Tf7 19.Pxc5 bxc 20.b6 cxb 21.Db5 Lh3 22.Lxh3 Dxh3 23.Dc6 Td8 24.Dxb6 Tdd7 25.Db8+ Tf8 26.Db5 Tdf7 27.Tf1 g4 28.gxf exf (0-1)
|   | Koneru - Krush (0-1), It (cat.6), Hampstead 2001 |    |    |    |    |    |    |    |
| 8 |                                                  |    |    |    |    | rd | kd |    |
| 7 |                                                  |    |    |    |    | rd | bd |    |
| 6 |                                                  |    |    | pd |    |    |    | pd |
| 5 | pd                                               | ql | pd | pl |    |    |    |    |
| 4 |                                                  |    |    |    |    | pd | pd |    |
| 3 |                                                  |    |    | pl |    |    |    | qd |
| 2 | pl                                               | bl |    |    | pl | pl |    | pl |
| 1 |                                                  | rl |    |    |    | rl | kl |    |
|   | a                                                | b  | c  | d  | e  | f  | g  | h  |
|   | De stelling na 28. ...exf                        |    |    |    |    |    |    |    |